# Friedrich Gustav Spamer
Friedrich Gustav Spamer, auch Gustav Spamer (* 2. April 1803 in Kirtorf; † 5. April 1870 in Wimpfen), war Landrat und Kreisrat im Großherzogtum Hessen.

## Karriere
Nach einem Studium der Rechtswissenschaft war Friedrich Gustav Spamer ab 1829 Hofgerichtssekretariatsakzessist am Hofgericht Gießen. Anlässlich der Gebiets- und Verwaltungsreform von 1832 im Großherzogtum erhielt er die Stelle des Sekretärs des Kreises Nidda und war damit zweithöchster Beamter der Verwaltung des Kreises nach dem Kreisrat. 1841 wechselte in gleicher Funktion zum Kreis Gießen, dessen Kreisrat zugleich auch Kommissar für die Verwaltung der Provinz Oberhessen war. Dies war für ihn das Sprungbrett zur Stelle des Landrats des Landratsbezirks Büdingen. Im Zuge der Revolution von 1848 im Großherzogtum Hessen wurden alle Kreise und Landratsbezirke zugunsten von größeren Regierungsbezirken aufgelöst, die jeweils eine kollektive Spitze besaßen. Friedrich Gustav Spamer wurde als Rat zur Regierungskommission des Regierungsbezirks Dieburg versetzt. Als diese neue Struktur in der Reaktionsära 1852 aufgegeben und prinzipiell zur alten Struktur zurückgekehrt wurde, erhielt Friedrich Gustav Spamer die Stelle des Kreisrats im Kreis Wimpfen, die er auch bei seinem Tod 1870 noch innehatte.